# Copa Emídio Perondi
De Copa Emídio Perondi was een competitie voor voetbalclubs uit de Braziliaanse staat Rio Grande do Sul. De competitie wordt georganiseerd door de FGF en werd gespeeld in het tweede deel van het jaar na de staatscompetitie. De competitie werd opgezet om een deelnemer aan te duiden voor de Série C van datzelfde seizoen en de Copa do Brasil van het daaropvolgende seizoen. Tevens werd ook bepaald welke twee clubs degradeerde uit de staatscompetitie.

## Overzicht
| Jaar         | Finales        | Finales     | Finales           |
| Jaar         | Kampioen       | Score       | Vicekampioen      |
| ------------ | -------------- | ----------- | ----------------- |
| 2005 Details | Novo Hamburgo  | 1 - 1 3 - 0 | Brasil de Pelotas |
| 2006 Details | 15 de Novembro | 3 - 1 3 - 0 | Ulbra             |